# Vocal neutra
La vocal neutra o vocal mitjana central és un fonema que es representa [ə] en l'AFI, és a dir, la lletra e capgirada. És un so molt freqüent a les llengües del món.
En molts idiomes s'anomena schwa (pronunciat /ʃwa/) a partir de la transcripció alemanya (en català seria xevà) de l'hebreu antic שְׁוָא (šĕwà [ʃəˈwāʔ], buidor, no-res; vacuïtat, vanitat), que és el nom del diacrític < ְ> en el sistema de vocalització de l'hebreu. En hebreu modern, aquest mot s'hi pronuncia [ʃv̥a]; val a dir, però, que l'antiga vocal [ə] modernament hi té dues realitzacions: [ɛ] o [ɛ̝] i ∅ (absència de la vocal) que és la més freqüent. Per exemple, <שְׁלֹמֹה> → hebreu modern [ˈʃlɔ̝mɔ̝].

## Característiques
- És una vocal central, tant pel que fa al grau d'obertura (vocal mitjana) com a la posició de la llengua (vocal central).
- És un so pulmonar egressiu.
- Com tota vocal, és un so sonor.
- És un so de curta durada.

Moltes de llengües europees modernes, com ara l'anglès, l'alemany, el francès, el danès, l'albanès així com alguns dialectes del portuguès, presenten una vocal neutra que, tanmateix, sol ésser lleugerament diferent -però ho és de manera ben perceptible- en cadascuna d'aquestes llengües.

## En català
Aquest so només apareix en els dialectes orientals del català. De fet, el principal criteri per distingir els dialectes orientals i occidentals és la neutralització de les vocals anteriors cap a una vocal neutra ([ə] o semblants) quan es troben en posició àtona. Així doncs, cap dels dialectes orientals del català realitza com a diferents les tres vocals àtones de la paraula Barcelona, per exemple.
Es pot parlar de dues possibles ocurrències d'aquest so en català:
- En posició àtona, aquest so apareix com a resultat de la neutralització de les vocals [e], [ɛ] i [a] quan es troben en posició àtona. Així, la primera vocal dels mots taula i teula és clarament distingible, però en posició àtona esdevé indistingible, neutralitzada en la vocal neutra (taulada [təw.ˈla.ðə] - teulada [təw.ˈla.ðə]). El timbre de la vocal neutralitzada pot variar sensiblement d'un dialecte a un altre. En bona part del català de Barcelona i rodalia —si fa no fa, fins a Vilanova i la Geltrú pel sud— aquest so ha desaparegut modernament de la llengua, substituït per una [ɐ] relaxada: p.ex. [bəɾ.sə.ˈlo.nə] → [bɐɾ.sɐ.ˈlo.nɐ] a causa de la influència del castellà, que desconeix aquest so.
- En el català balear, aquest so també pot aparèixer en posició tònica (a tota l'illa de Mallorca excepte les localitats d'Alaró, Binissalem i Lloseta, a Menorca, al municipi de Ciutadella, i a la part oriental d'Eivissa).[4] Aquesta vocal en posició tònica és un exemple més de l'arcaisme lingüístic característic d'aquest dialecte, i antigament estava molt més estesa per tots els dialectes orientals. Aquesta vocal prové de la vocal [e] del llatí vulgar, que alhora prové de mots amb [i] o [e:] del llatí clàssic (pĭram > p[e]ra > p[ə]ra, catēnam > cat[e]na > cad[ə]na). Aquesta [e] del llatí vulgar ha evolucionat cap a [e] als dialectes occidentals, i cap a [ə] als orientals. Posteriorment, aquesta [ə] ha evolucionat cap a [ɛ], excepte al català balear on hi ha romàs la [ə].

## Curiositats
- De vegades quan s'empra el terme schwa se li dona el valor de vocal absent (absència de vocal), per la característica forma de pronunciar de l'hebreu modern, que ha suprimit l'antiga vocal [ə] en moltes de les posicions en què apareix.

- El símbol ha estat adoptat per molts alfabets de les regions caucàsiques i de l'àsia: En l'alfabet llatí de l'àzeri, i en l'alfabet ciríl·lic de l'abkhaz, el baixkir, el calmuc, el dungan, l'itelmen, el kazakh i el tàtar.

- És el nom donat a una vocal assumida per a l'indoeuropeu reconstruït en la seva forma clàssica. Aquesta vocal va donar descendents diferents en el sànscrit, el llatí i el grec. Hom la va introduir en la reconstrucció del vocalisme de l'indoeuropeu pel comportament vocàlic -si més no, relativament semblant- d'aquesta llengua amb el de l'hebreu antic. En la reconstrucció moderna de l'indoeuropeu hom sol postular la presència de consonants laringals en el lloc on hom abans hi pressuposava la vocal neutra [ə]. A tall d'exemple: el mot per a pare s'ha reconstruït tradicionalment per a l'indoeuropeu com a * pətḗr; modernament, però, hom el sol reconstruir com a * pH₂térs (reconstrucció laringalística)[5] o com a pʰH₂tʰérs (reconstrucció ejectivística).[6]

- En anglès moltes vocals es pronuncien com vocals neutres en posició àtona, fins al punt que es pot dir que el sistema de vocals àtones d'aquesta llengua només té tres posicions: i breu, u breu, i vocal neutra.

- És característic del parlar xava la substitució de la vocal neutra per una vocal [ɐ] més oberta i propera a la [a], o fins i tot per la mateixa [a], per influència del castellà.

- El fet que en mallorquí aquesta vocal pugui ocórrer tant en posició àtona com tònica fa que hi sigui abundantíssima i que hi hagi nombrosos jocs de paraules. Per exemple, totes les vocals de la frase Na Magdalena de sa Cabaneta menja peres verdes de tres pessetes, de dreta amb espardenyes negres, sonen [ə].